# Gran Estación
Gran Estación es el quinto centro comercial más grande de Bogotá sumando sus dos costados unidos mediante un sofisticado puente elevado. Fue inaugurado en 2006. Está ubicado a 15 minutos del Aeropuerto Internacional El Dorado. Entre la zona empresarial de la calle 26 y la residencial estrato 6 de Ciudad Salitre, por lo que cuenta con una completa oferta de las mejores marcas. Tiene un área construida de 126.000 m², 362 locales, 2.079 parqueaderos y cuenta con un anillo vial propio para evitar trancones. Se puede acceder a este Centro Comercial a través de las estación Salitre - El Greco del Sistema de TransMilenio.

## Costado Alfiles
Gran Estación cuenta con una gran plazoleta pública, con colores como los de un ajedrez. Un gran monumento al ajedrez, en el cual se arman las mejores jugadas del mes, en el mundo. Esta plazoleta se llama Plaza Metropolitana de Los Alfiles. En el momento de su inauguración era el centro comercial con los locales más costosos del país, ya que su valor podía sobrepasar los 3 millones de pesos colombianos por metro cuadrado. En esta sección del centro comercial encontramos las tiendas más reconocidas a nivel nacional e internacional, tales como NAF NAF Studio F, FDS, Arturo Calle, Starbucks, Bosi, además del supermercado Éxito.

## Costado Esfera
Este costado del centro comercial esta sobre la Avenida de la Esperanza o Calle 24, esta sección se conecta mediante un puente que lo comunica con el Costado Alfiles.

## Transporte
C153 Suba Gaitana
C154 Suba Nogales